# Glas Eilean, Loch Alsh
Glas Eilean är en obebodd ö i Loch Alsh, Highland, Skottland. Ön är belägen 2 km från Auchtertyre.